# Karatija
Karatija (arab. ‏كرتيا‎) – nieistniejąca już arabska wieś, która była położona w Dystrykcie Gazy w Mandacie Palestyny. Wyludniona i zniszczona podczas I wojny izraelsko-arabskiej, po ataku Sił Obronnych Izraela 18 lipca 1948.

## Położenie
Karatija leżała na północnym skraju pustyni Negew. Według danych z 1945 do wsi należały ziemie o powierzchni 13 709 ha. We wsi mieszkało wówczas 1370 osób.
| Własność gruntów | Powierzchnia gruntów [ha] |
| ---------------- | ------------------------- |
| Arabowie         | 13 346                    |
| Żydzi            | 0                         |
| publiczne        | 363                       |
| Razem            | 13 709                    |

| Rodzaj użytkowanych gruntów | Arabowie [ha] | Żydzi [ha] |
| --------------------------- | ------------- | ---------- |
| uprawy nawadniane           | 321           | 0          |
| uprawy zbóż                 | 12 928        | 0          |
| nieużytki                   | 412           | 0          |
| zabudowane                  | 48            | 0          |

## Historia
W XII wieku w miejscu tym krzyżowcy wybudowali zamek obronny Galatie, który w 1187 zdobyły wojska Saladyna. W 1226 arabski geograf Jakut Ibn Abdallah al-Hamawi opisał Karatiję jako miasto.
W 1596 Karatija była niewielką wsią, której populacja liczyła 253 osoby. Mieszkańcy wsi płacili podatki pszenicą, jęczmieniem, winnicą, owocami i kozami.
W okresie panowania Brytyjczyków Karatija była rozbudowywana. Wybudowano meczet i młyn. W 1922 otworzono szkołę podstawową dla chłopców, w której w 1945 uczyło się 128 uczniów.
Podczas wojny domowej w Mandacie Palestyny w listopadzie i grudniu 1947 mieszkańcy wsi blokowali drogi zaopatrzenia prowadzące do żydowskich osiedli na pustyni Negew. Z tego powodu, w nocy 9 grudnia 1947 żołnierze żydowskiej organizacji paramilitarnej Hagany wkroczyli do Karatiji i wysadzili jeden dom. Podczas I wojny izraelsko-arabskiej 16 lipca 1948 Izraelczycy rozpoczęli operację „Mawet la-polesz”, w trakcie której 18 lipca wieś Karatija została zajęta przez 89 Batalion komandosów z 8 Brygady Pancernej. W trakcie walk zniszczonych zostało wiele budynków, a mieszkańcy uciekli kierując się do Strefy Gazy.

## Miejsce obecnie
Na gruntach należących do Karatiji powstały moszawy: w 1950 Komemijjut, w 1953 Rewacha i w 1955 Nehora.

Palestyński historyk Walid Chalidi tak opisał pozostałości wsi Karatija:

Na terenie wioski są rozrzucone śmieci, wśród drzew eukaliptusowych znajduje się zniszczony cmentarz; można także dostrzec pozostałości drogi, która prowadzi przez pola uprawiane przez izraelskich rolników.